# نگمسووو
نگمسووو (به لاتین: Niemysłów) یک روستا در لهستان است که در گمینا پوددنبیتسه واقع شده‌است. نگمسووو ۳۹۰ نفر جمعیت دارد.